# Ghiacciaio Rawle
Il ghiacciaio Rawle è un ampio ghiacciaio situato nell'entroterra della costa di Pennell, nella regione nord-occidentale della Dipendenza di Ross, in Antartide. In particolare, il ghiacciaio, il cui punto più alto si trova a circa 1600 m s.l.m., ha origine dal nevaio Evans e fluisce verso nord-ovest passando tra la dorsale King, a nord-est, e il massiccio Leitch, a sud-ovest, fino a unire il proprio flusso a quello del ghiacciaio Black e quindi a quello del ghiacciaio Lillie.

## Storia
Il ghiacciaio Rawle è stato mappato per la prima volta dal reparto settentrionale di una spedizione neozelandese di ricerca geologica in Antartide svoltasi nel 1963-64, i cui membri lo hanno così battezzato in onore di Russell Rawle comandante della stazione di ricerca Scott nel 1964.